# Andy Allo
Andy Allo (Bamenda, 13 gennaio 1989) è un'attrice, musicista e chitarrista statunitense originaria del Camerun.
È nota per le sue apparizioni nella serie comica-drammatica Upload, il talk show Attack of the Show! e la sua esibizione musicale nel talk show Jimmy Kimmel Live!. Allo ha anche pubblicato tre album, Unfresh, Superconductor e Hello.

## Biografia
Nata a Bamenda, nella Regione del Nordovest, in Camerun, Allo ha sviluppato un interesse per la musica in tenera età; sua madre le ha insegnato a suonare il piano all'età di sette anni. Ha anche frequentato la scuola PNEU di Bamenda, in Camerun. È la più giovane di cinque fratelli. Allo detiene la doppia cittadinanza negli Stati Uniti e in Camerun e si trasferì con sua sorella Suzanne a Sacramento nel 2000 all'età di undici anni, unendosi ad altri tre fratelli. Sua madre Sue (nata in California) è stata costretta a tornare indietro dopo aver sofferto di sindrome da stanchezza cronica. Suo padre Andrew Allo è un ecologo.
La formazione americana di Allo è iniziata in seconda media, presso la Arden Middle School di Sacramento, e si è diplomata nel 2006 alla El Camino Fundamental High School di Sacramento. Dopo il liceo Allo ha frequentato l'American River College nel nord della Contea di Sacramento. A quel tempo Allo formò la sua band, "Allo and the Traffic Jam", che occasionalmente suonava all'angolo tra la 22ª e la J street a Sacramento.

### Carriera
Il primo concerto solista di Allo è stato una serata open mic nel 2008 alla Fox & Goose Public House nel centro di Sacramento. Nel 2009 ha pubblicato il suo primo album indipendente, UnFresh, una raccolta di 12 canzoni originali. Il primo singolo dell'album Dreamland presenta il rapper Blu. 
La reputazione di Allo come musicista l'ha portata ad assumere il ruolo di cantante e chitarrista nella band del musicista americano Prince, The New Power Generation, nel 2011. Ha iniziato a scrivere con Prince mentre era in tournée, collaborando a tre canzoni, Superconductor, The Calm e Long Gone, che appaiono sull'album Superconductor.
Nell'ottobre 2014 ha pubblicato il suo singolo Tongue Tied. L'album Hello è stato pubblicato nell'aprile 2015 ed è stato finanziato tramite PledgeMusic. Nello stesso anno ha collaborato con Prince ad un progetto di copertine intitolato Oui Can Luv.
Nel 2017 è apparsa nel film Pitch Perfect 3 come Serenity, un membro della band chiamata Evermoist, al fianco di Ruby Rose. 
Nel 2020 interpreta il suo primo ruolo centrale di attrice in una serie TV, nei panni dell'assistente tecnico Nora in Upload di Amazon Prime.

## Discografia

### Album
- 2009 – UnFresh
- 2012 – Superconductor
- 2015 – Hello
- 2015 – Oui Can Luv
- 2017 – One Step Closer

## Filmografia

### Cinema
- Pitch Perfect 3, regia di Trish Sie (2017)

### Televisione
- Black Lightning – serie TV, episodi 2x02-2x04 (2018)
- Chicago Fire – serie TV, 6 episodi (2019-2020)
- Upload – serie TV (2020-in corso)

## Doppiatrici italiane
Nelle versioni in italiano delle opere in cui ha recitato, Andy Allo è stata doppiata da:
- Gea Riva in Upload